# Zakład Karny w Brzegu
Zakład Karny w Brzegu – zakład typu zamkniętego, znajdujący się w Brzegu, zakład dla recydywistów penitencjarnych, z oddziałem aresztu śledczego.

## Historia
Początki brzeskiego więzienia sięgają drugiej połowy XVIII wieku. Wtedy powstała najstarsza część obecnego zakładu, mieszcząca obecnie część pierwszego pawilonu, oddział aresztu śledczego oraz pomieszczenia administracji. W podziemiach gmachu mieścił się karcer. Pod koniec XIX w. więzienie zostało rozbudowane, a do prac zaangażowano francuskich jeńców wojennych wojny francusko-pruskiej. W nowym budynku znajdował się oddział dla nieletnich, kotłownie oraz warsztaty, w których pracowali osadzeni.
W czasie drugiej wojny światowej brzeskie więzienie było miejscem przetrzymywania przez niemieckich nazistów wieluset więźniów politycznych. W styczniu 1945 r. niemieccy strażnicy dokonali ewakuacji więzienia. 500 do 600 więźniów pędzono do więzienia w Świdnicy. Większość z nich została zamordowanych.
Budynek więzienia nie ucierpiał podczas II wojny światowej i po wyzwoleniu Brzegu, w lutym 1945 roku, zakład karny zaczął na nowo funkcjonować. Dwa miesiące później w brzeskim zakładzie karę pozbawienia wolności odbywało 150. niemieckich nacjonalistów. Rok później w więzieniu przebywali Niemcy, skazani m.in. za zbrodnie wojenne, oraz Polacy, m.in. członkowie grupy Wolność i Niezawisłość, skazani za podziemną działalność antykomunistyczną. Byli oni poddawani długotrwałym przesłuchaniom, w których niejednokrotnie stosowane były tortury. Osadzeni brali również udział w odgruzowywaniu i odbudowie Brzegu.
W 1969 r. dokonano remontu muru więziennego oraz przebudowano wieże.
Do 1964 r. w brzeskim zakładzie karnym przebywały kobiety. Więźniarki były zatrudnione w przywięziennym zakładzie, gdzie szyły odzież roboczą oraz więzienną. Od lat 60. do pierwszej połowy lat 80. XX w. osadzeni mogli kształcić się w zawodzie szwacza i murarza-tynkarza w Podstawowym Studium Zawodowym. Do 2000 r. przy ZK Brzeg istniało Gospodarstwo Pomocnicze, które zostało zlikwidowane z powodu braku miejsca zbytu produkowanej odzieży. Budynek po Gospodarstwie Pomocniczym został zaadaptowany na cele.
W Zakładzie Karnym w Brzegu karę pozbawienia wolności może odsiadywać 375. osadzonych, których pilnuje 128. funkcjonariuszy Służby Więziennej.
Zakład mieści się w sąsiedztwie Sądu Rejonowego w Brzegu.